# Carles Teodor de Baviera
Carles Teodor de Baviera, duc a Baviera (Possenhofen 1839 - Kreuth 1909). Príncep de Baviera que pertany al mil·lenari Casal dels Wittelsbach. A més a més ostentà la primogenitura de la branca cadet de la Casa reial de Baviera dels ducs a Baviera.
Nascut a la propietat campestre de Possenhofen al llavors Regne de Baviera el dia 9 d'agost de 1839 com fill del duc Maximilià de Baviera i de la princesa Lluïsa de Baviera. Carles Teodor era net per via paterna del duc Pius de Baviera i de la duquessa Amàlia d'Arenberg; i per via paterna del rei Maximilià I Josep de Baviera i de la princesa Carolina de Baden.
Carles Teodor es casà l'11 de febrer de 1855 amb la princesa Sofia de Saxònia, filla del rei Joan I de Saxònia i de la princesa Amàlia de Baviera.
Posteriorment es casà el dia 29 d'abril de 1874 amb la infanta Maria Josepa de Portugal a Kleinheubach (Baviera). Maria Josepa era filla del rei Miquel I de Portugal i de la princesa Adelaida de Löwenstein-Wertheim-Rosenberg.
La parella s'instal·là entre Múnic i la residència campestre de Possenhofen. Maria Josepa i Carles Teodor tingueren sis fills:
- SAR la princesa Sofia de Baviera, nascuda a Possenhofen el 1875 i morta al Castell de Seefeld el 1957. Es casà l'any 1898 a Múnic amb el comte Hans Veit zu Toerring-Jettenbach.

- SAR la princesa Elisabet de Baviera, nascuda a Possenhofen el 1876 i morta a Brussel·les el 1965. Es casà l'any 1900 a Múnic amb el rei Albert I de Bèlgica.

- SAR la princesa Maria Gabriela de Baviera, nascuda a Tegernsee el 1878 i morta a Sorrento el 1912. Es casà a Múnic l'any 1900 amb el príncep hereu Robert de Baviera.

- SAR el príncep Lluïsa Guillem de Baviera, nat a Tegernsee el 1884 i mprt a Wildbad Kreuth el 1968. Es casà l'any 1917 amb la princesa Elionor de Sayn-Wittgenstein-Berleburg.

- SAR el príncep Francesc Josep de Baviera, nat a Tegernsee el 1888 i mort a Múnic el 1912.

Carles Teodor morí a Kreuth l'any 1909 a l'edat de 70 anys.